# Улица Омладинских бригада
Улица Омладинских бригада се налази на Новом Београду. Простире се од сквера код општине Нови Београд до Савског кеја у блоку 70а.
Дужина улице износи 3.300 метара.
Улицом саобраћа велики број линија ГСП-а: 17, 18, 67, 68, 69 (данас 85), 73, 88, 94, 601, 612 и 708.
У улици Омладинских бригада налази се велики број важних објеката: општина Нови Београд, основна школа „20 октобар“, зграда Полиције (СИВ 3), црква св. Димитрија, Мерцедесов сервис, средња Техничка школа „Нови Београд“ и ИДЕА хипер маркет. Овде се налазе West 65 и Споменик Херојима палим за Србију на Новом Београду.